# Meßmer (Unternehmen)

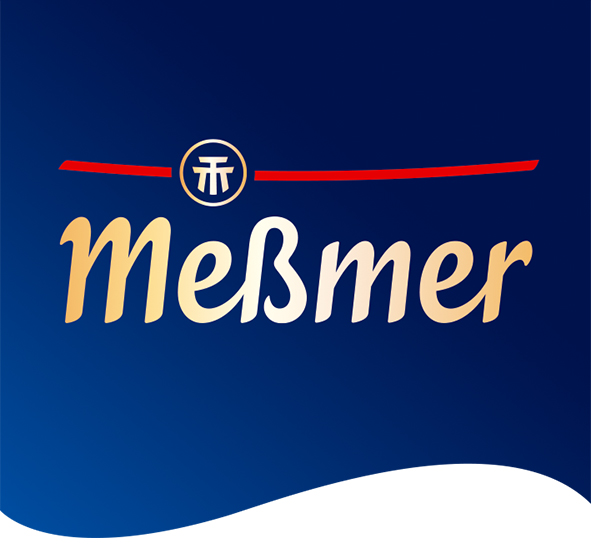
Meßmer-Logo

Meßmer – ein ehemals eigenständiges Teehandelsunternehmen – ist heute eine Marke der Ostfriesischen Tee Gesellschaft.

## Geschichte
Seinen Ursprung hat das Unternehmen in einem Delikatessen- und Kolonialwarenladen, der am 21. September 1852 von Eduard Meßmer (1824–1910) in Baden-Baden gegründet wurde. Früh wurde Meßmer zum Hoflieferanten von Wilhelm von Preußen und dessen Ehefrau Augusta, die viele Jahre Gäste im Hotel seines Vaters Johann Friedrich Baptist Meßmer, dem Hotel Meßmer, waren. 1886 konnte Meßmer eine Filiale in Frankfurt am Main eröffnen, die von seinem Sohn Otto Meßmer (1858–1940) geleitet wurde. Otto Meßmer ließ sich 1895 die Marke Meßmer Tee schützen.
1990 wurde das Unternehmen Ed. Meßmer GmbH & Co., Frankfurt am Main und Grettstadt, von der Ostfriesischen Tee Gesellschaft Laurens Spethmann GmbH & Co. KG aus Seevetal, übernommen. Das heutige Sortiment der Marke Meßmer umfasst 46 Teesorten oder Teemischungen, die sowohl lose als auch in den 1949 vom Ingenieur Adolf Rambold (Teekanne) entwickelten Doppelkammer-Teebeuteln vertrieben werden.